# Giovanni Battista Belzoni
Pour la ville américaine, voir Belzoni (Mississippi).

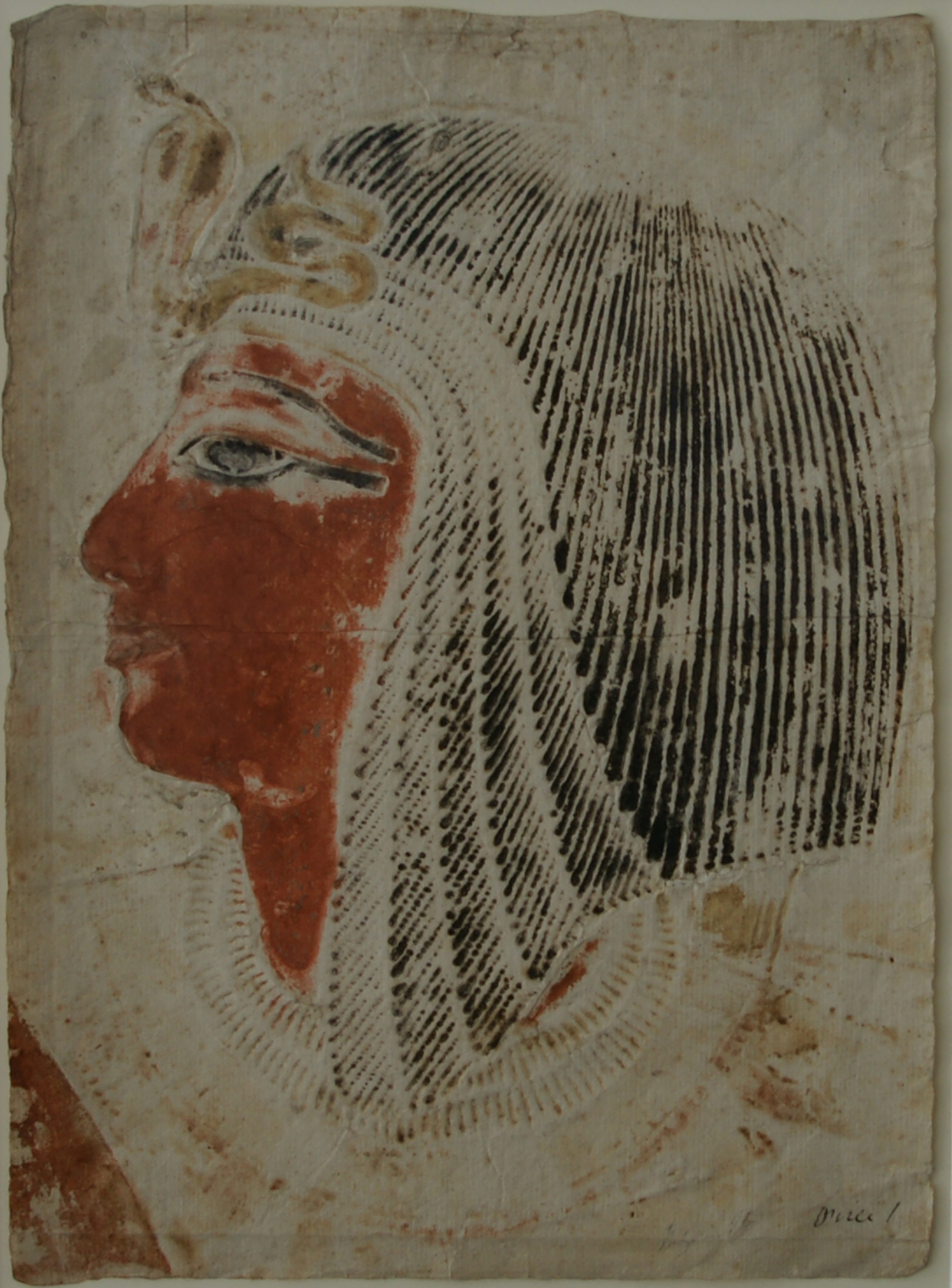
Frottage de mur de Séthi Ier portant une perruque et l'uræus sacré, Mougins, Musée d'art classique de Mougins

Giovanni Battista Belzoni, né le 5 novembre 1778 à Padoue (République de Venise) et mort le 3 décembre 1823 au Bénin (surnommé « le merveilleux géant de Padoue »), est un explorateur et égyptologue vénitien.
Rien ne prédestine Belzoni à devenir l'une des grandes figures de l'archéologie égyptienne, sauf peut-être son goût inné pour l'aventure et une intelligence peu commune. Si certains l'accusent encore d'avoir pillé l'héritage de l'Égypte antique, il n'en reste pas moins l'un des pionniers de l'égyptologie. Ses découvertes et ses récits passionneront l'Occident pendant longtemps.

## Biographie

### Une enfance aventureuse
Giovanni Battista Belzoni naît à Padoue en 1778. Ce fils de barbier devient moine à Rome puis fuit l'Italie alors envahie par les armées françaises. Il débarque à Londres (1803-1812) et se produit en tant qu'homme fort dans les foires londoniennes. En Angleterre il se marie avec Sarah Banne, une jeune femme de Bristol, obtient la nationalité britannique et est initié dans une Loge maçonnique, où il atteint le haut grade de chevalier du Temple.

### L'appel de l'Égypte
Las de s'exhiber dans les cirques, le Titan de Padoue rêve de jours meilleurs. En compagnie de sa femme Sarah et de son serviteur irlandais James Curtin, il quitte l'Angleterre et voyage en Espagne et au Portugal. De Malte, le trio part pour l'Égypte et s'y installe. Belzoni tente sa chance en mettant en pratique ses connaissances en ingénierie hydraulique. Il fabrique des pompes d'un genre nouveau mais qui ne se vendent pas. C'est un nouvel échec et sa fortune s'évapore peu à peu.

### L'homme d'une situation

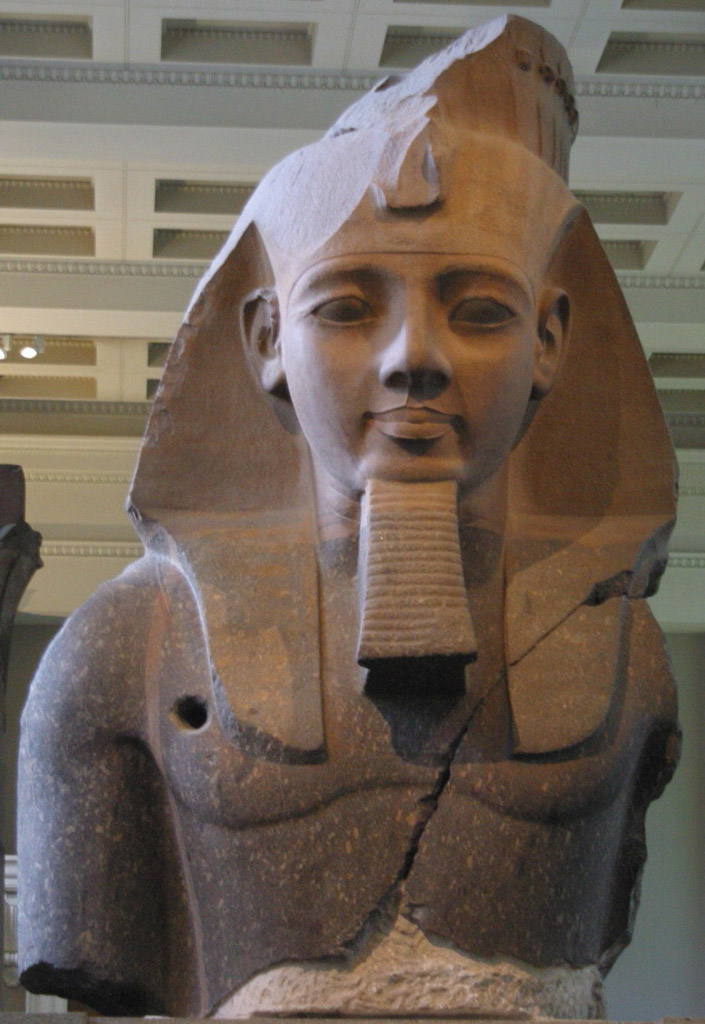
Le « jeune Memnon » au British Museum

À cette époque, l'Égypte est en proie à la guerre civile. Deux consuls alors en poste au Caire en tirent parti : le consul britannique Henry Salt et le consul français, l'Italien Bernardino Drovetti. Les deux diplomates financent des explorations archéologiques et revendent, non sans bénéfice, les collections ainsi constituées aux musées et collectionneurs occidentaux. Grâce à son passeport britannique, Belzoni entre au service de Salt. En 1815, une mission presque impossible lui est confiée : ramener un buste colossal de pharaon, le « jeune Memnon » (Zeus Ammon), qui pèse plus de sept tonnes, du Ramesséum jusqu'à Thèbes puis descendre le Nil. On ignore alors qu'il s'agit de Ramsès II dont la statue gît devant l'un de ses propres temples. Contre toute attente (et les menaces de Drovetti), Belzoni réussit en faisant preuve d'ingéniosité et de ténacité. Il lui faut dix-sept jours et cent-trente hommes pour remorquer le colosse jusqu'au fleuve qu'il atteint le 12 août, où il a été en mesure de le charger sur un bateau pour l'expédier au British Museum à Londres.

### Les découvertes
De par son penchant pour l'aventure et l'exploration, Belzoni accepte d'être le pourvoyeur d'antiquités de Salt. Son instinct le pousse à aller toujours plus loin. Aussi, en l'espace de quelques années seulement, il découvre plusieurs tombes royales dans la vallée des Rois, dont celle d'Amenhotep II, Ramsès Ier, Mérenptah, Aÿ mais surtout celle de Séthi Ier (18 octobre 1817). Il visite aussi le port gréco-romain de Bérénice situé sur la mer Rouge, effectue des fouilles au temple de Mout à Karnak, exhume aussi le grand temple de Ramsès II à Abou Simbel et le 2 mars 1818, ouvre la pyramide de Khéphren à Gizeh. L'homme se passionne de plus en plus pour l'héritage de l'Égypte antique. De manière presque scientifique, il note l'emplacement de tous les éléments statuaires sur des plans. Il entre bientôt en conflit avec Salt qui est pourtant le seul à pouvoir subventionner ses fouilles. Le couple Belzoni quitte l'Égypte à la mi-septembre 1819.

### La fin du voyage
Le retour de Belzoni à Londres est triomphal. Il émerveille les visiteurs de l'Egyptian Hall de Piccadilly avec des reproductions grandeur nature des décors de la tombe de Séthi Ier. La copie du sarcophage qu'il fait lui permet de monter une exposition itinérante qui sillonne l'Europe de Paris à Saint-Pétersbourg (1822).
Malheureusement, et malgré ses succès, la fortune ne lui sourit pas. Il s'engage alors à trouver les sources du Niger en Afrique. En 1823, il part pour l'Afrique de l'Ouest, avec l'intention de voyager vers Tombouctou. Après s'être vu refuser la permission de traverser le Maroc, il choisit de passer par la Guinée. Il atteint le royaume du Bénin, mais atteint de la dysenterie dans un village appelé Gwato, il y meurt le 3 décembre 1823. Il a alors 45 ans. Selon le voyageur Richard Francis Burton, il a été assassiné et volé.
En 1829, sa veuve a publié ses dessins des tombes royales de Thèbes.

### Galerie

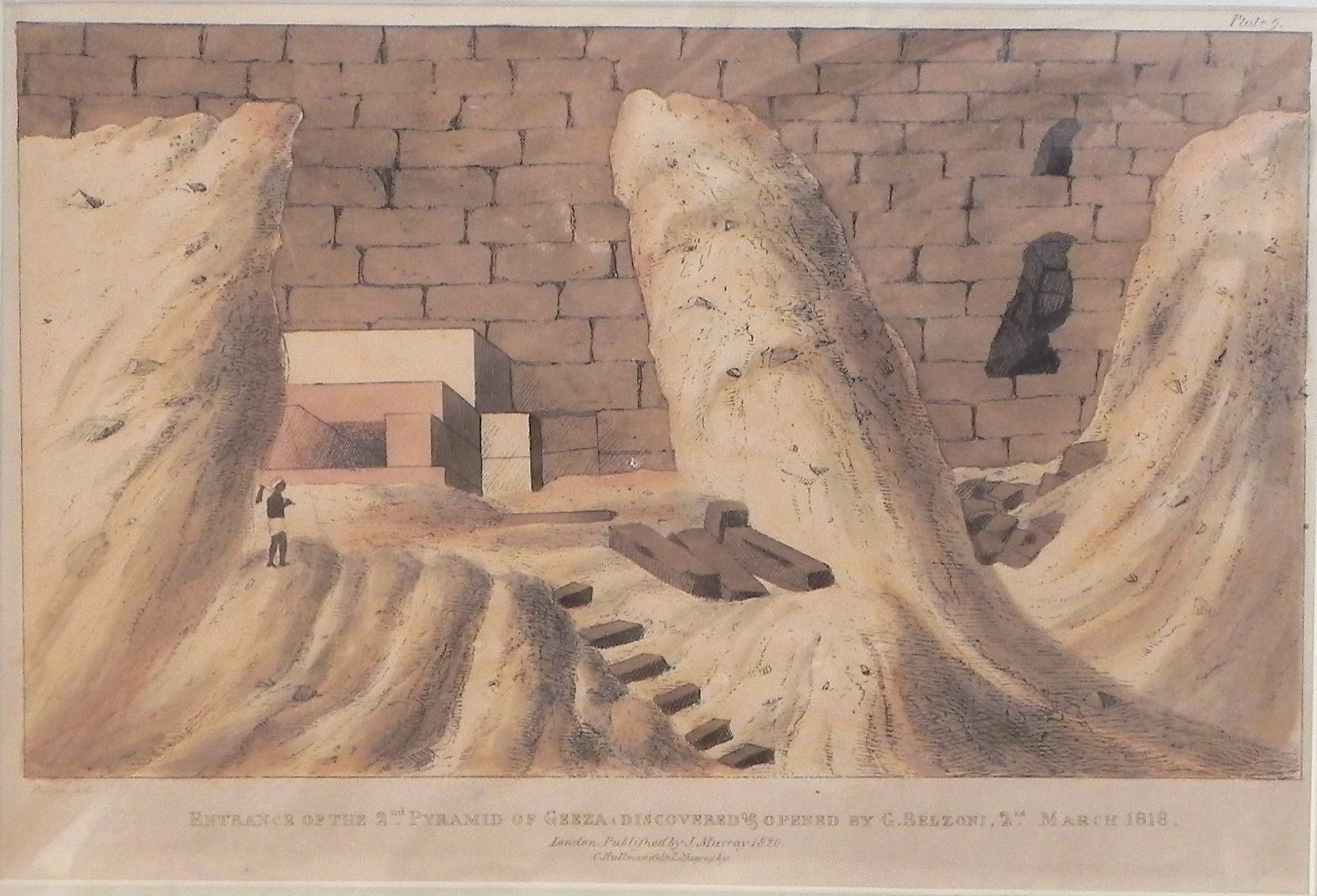
Entrée de la 2e pyramide de Geeza, découverte et ouverte par G. Belzoni, le 2 mars 1818, Mougins, Musée d'art classique de Mougins
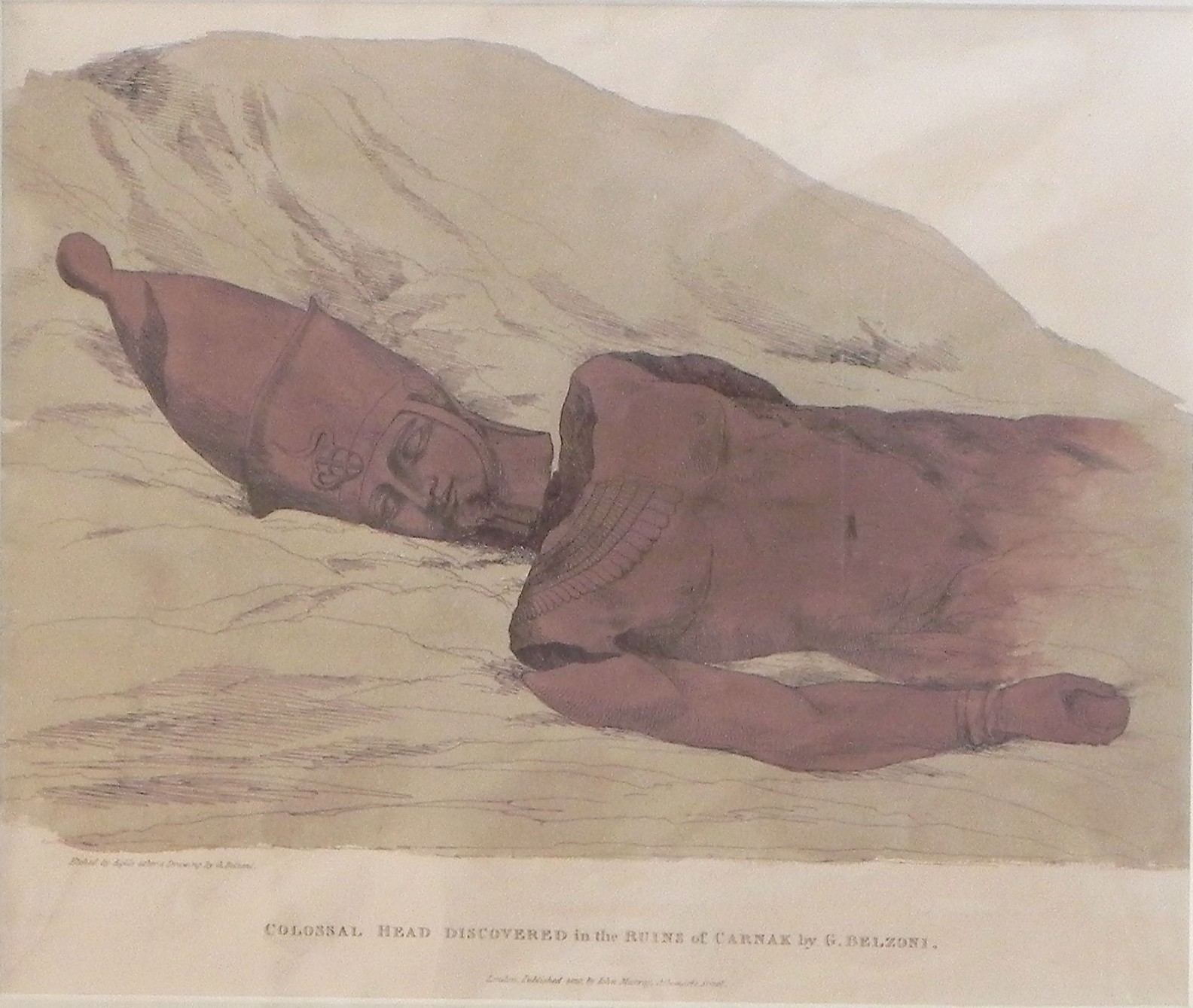
Tête colossale découverte dans les ruines de Karnak par G. Belzoni, Mougins,  Musée d'art classique de Mougins

## Publications
- Voyage en Égypte et en Nubie [détail de l’édition] ;
- Description of the Egyptian Tomb discovered by G. Belzoni, Londres, Murray, 1821 ;
- Narrative of the operations and recent discoveries within the pyramids, temples, tombs, and excavations, in Egypt and Nubia, and of a journey to the coast of the Red Sea, in search of the ancient Berenice, vol. 1 & 2, Londres, Murray, 1821, p. 229-230.

### Biographie télévisée
- Égypte (sur les traces de Ramsès II), téléfilm (2005) diffusé sur France 2 le 3 janvier 2008. Réalisation : Ferdinand Fairfax. Voix off Michael Lonsdale. Belzoni est joué par Matthew Kelly, son épouse, Sarah Belzoni, par Lynsey Baxter.

### Romans
- Le Géant des Sables, de Greta Vaillant, roman biographique, qui conte la vie de Jean-Baptiste Belzoni de ses débuts à Londres jusqu'à son décès (éditions Libre Expression ou JC Lattès).
- Le Procès de la momie de Christian Jacq, Pocket no 14291, roman documenté dans lequel Giovanni Belzoni et son épouse sont des personnages de l'intrigue durant la période de l'exposition à l'Egyptian Hall.

### Bande dessinée
- Voyages en Égypte et en Nubie de Giambattista Belzoni, dont le tome 1 sort en novembre 2017, par Lucie Castel (dessin), Grégory Jarry (scénario) et Nicole Augereau (scénario du journal de Sarah Belzoni), aux Éditions FLBLB, sous licence CC BY-NC-SA.